# Rubiales
Rubiales är en kommun i Spanien.   Den ligger i provinsen Provincia de Teruel och regionen Aragonien, i den centrala delen av landet, 210 km öster om huvudstaden Madrid. Arean är 27,7 kvadratkilometer.
Terrängen i Rubiales är platt åt nordost, men åt sydväst är den kuperad.